# Суини Тодд
Суини Тодд (англ. Sweeney Todd) — убийца, вымышленный персонаж, впервые появившийся в качестве главного отрицательного героя в серии небольших рассказов «Жемчужная нить» (печаталась с 1846 по 1847 год, переиздавалась и позднее). Споры о том, существовал ли он в действительности или нет, до сих пор продолжаются.

## Легенда
Согласно первоначальной версии легенды, Тодд был цирюльником, который убивал своих посетителей следующим образом: он нажимал на потайной рычаг, под креслом открывался люк, вследствие этого жертва падала в подпол и ломала шею (либо разбивала череп). Если же жертва выживала, Тодд спускался в подпол и добивал её бритвой. В других интерпретациях убийство описывалось иначе: Тодд перерезал жертве горло, после чего сбрасывал тело в подвал с помощью люка. Затем он грабил тела своих жертв, изымая все ценные вещи, а его сообщница миссис Ловетт (по другим версиям — подруга или любовница) помогала ему избавляться от тел, делая из них начинку для мясных пирогов. Цирюльня Суини Тодда находилась в Лондоне по адресу Флит-стрит, 186, и была соединена подземным ходом с пирожковой лавкой миссис Ловетт.
Не исключено и то, что городская легенда возникла раньше книги: ещё до «Жемчужной нити» в Великобритании было издано несколько произведений с похожим сюжетом. В издании «Жемчужной нити», датированном 1850 годом, утверждалось, что Суини Тодд существовал в действительности и совершал свои преступления в начале XIX века, однако нет никаких архивных данных, подтверждающих это.
Суини Тодд олицетворял страхи провинциалов, переезжающих в города в поисках работы и ещё не успевших освоиться. Также они могли лишь догадываться о начинке различных недорогих пирогов, ведь консервирование в то время не было распространено, и покупатели боялись испорченного мяса.

## Адаптации

### Кинематограф
- Впервые история Суини Тодда была экранизирована в 1926 году; фильм считается утерянным.
- В 1928 вышел фильм «Суинни Тодд, демон-парикмахер с Флит-стрит»[англ.] с Муром Марриоттом[англ.] в главной роли.
- В 1936 вышел новый фильм о Тодде «Суини Тодд, демон-парикмахер с Флит-стрит» с Тодом Слотером[англ.] в главной роли.
- В 1947 вышел телевизионный фильм «Суинни Тодд» с Валентайном Дайаллом в главной роли.
- В 1970 была снята картина «Кровожадный мясник»[англ.], где роль Тодда исполнил Джон Миранда.
- В 1997 состоялась премьера телефильма «Суини Тодд» с Беном Кингсли в роли Тодда.
- В 2006 вышел телефильм «Суинни Тодд» с Рэем Уинстоном в главной роли.
- В 2007 Тим Бёртон экранизировал мюзикл 1979 года о Суини Тодде. В главной роли был задействован Джонни Депп.

### Музыка
- В 1959 году состоялась премьера балета «Суини Тодд»[англ.].
- В 1979 впервые был поставлен мюзикл о Тодде «Суини Тодд, демон-парикмахер с Флит-стрит» с музыкой Стивена Сондхайма.
- В 2009 году британская хеви-металл группа Saxon выпустила альбом Into the Labyrinth, где есть песня «Demon Sweeney Todd».
- В 2011 году российская панк-рок-группа «Король и Шут» начала постановку зонг-оперы TODD по мотивам истории о Суини Тодде. Также был выпущен двойной альбом TODD — в 2011 году «TODD. Акт 1. Праздник крови», а в 2012 году «TODD. Акт 2. На краю».
- В 2024 году американская метал-группа «Black Veil Brides» выпустила клип на песню Bleeders по мотивам истории о Суини Тодде.